# 陳錫 (嘉靖進士)
陳錫（1521年—？），字元之，號南衡，浙江台州府臨海縣人，民籍，明朝政治人物。

## 生平
嘉靖二十八年（1549年）己酉科浙江鄉試第五名舉人，三十五年（1556年）中式丙辰科會試第一百一名，二甲第一名進士。吏部觀政，授禮部祠祭司主事，三十九年（1560年）調禮部主客司主事，致仕。

## 家族
曾祖陳迪；祖父陳玄平；父陳宜嵩。嫡母翁氏；生母趙氏。